# Reinhard Tausch

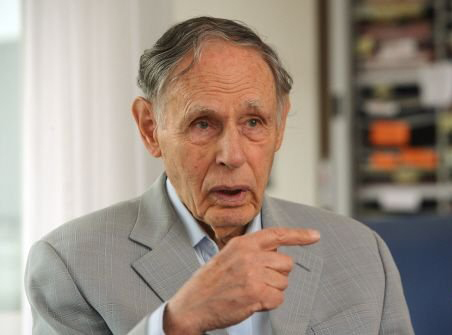
Reinhard Tausch vor seinem 90. Geburtstag

Reinhard Tausch (* 6. November 1921 in Braunschweig; † 8. August 2013 in Würzburg) war in der zweiten Hälfte des 20. Jahrhunderts einer der bedeutendsten deutschen Psychologen. Als Professor für Psychologie an der Universität Hamburg erforschte und verbreitete er zusammen mit seiner Ehefrau Anne-Marie Tausch die Gesprächspsychotherapie im deutschsprachigen Raum. Gegen erhebliche Widerstände und rechtliche Bedenken installierte er in seinem Institut eine psychologische Beratungsstelle für die Allgemeinbevölkerung, in der Psychotherapie von Psychologen (statt von Ärzten) durchgeführt wurde. Psychologiestudenten konnten eine Ausbildung in Psychotherapie beginnen – damals (1967) einmalig in Deutschland. Einer breiteren Öffentlichkeit wurde er durch mehrere Fernsehsendungen Ende der 1970er Jahre bekannt, die Ausschnitte aus Gruppenpsychotherapien zeigten. Ein weiteres Hauptarbeitsgebiet war die Pädagogische Psychologie, ebenfalls gemeinsam mit seiner Ehepartnerin. Sie konnten zeigen, dass der Schulunterricht in den 1960er und 1970er Jahren stark von autokratischem Lehrerverhalten geprägt war. Auf der Grundlage empirischer Studien setzte er sich dafür ein, die Entwicklung von Kindern und Jugendlichen partnerschaftlich mit Wertschätzung und Empathie zu fördern. Ihr damals weit verbreitetes Buch „Erziehungspsychologie“ hatte großen Einfluss auf die Schulpädagogik und die Lehrerbildung. Mit ihm wurde es weit über die akademischen Kreise hinaus bekannt, weil es in sehr vielen Fachdiskussionen als Arbeitsgrundlage genutzt wurde. Für seine Verdienste wurde Tausch mit der Hugo-Münsterberg-Medaille und dem Bundesverdienstkreuz erster Klasse geehrt.

## Leben

### Studium und akademische Karriere
Nach dem Abitur 1939 und Teilnahme am Zweiten Weltkrieg studierte Tausch zunächst an der Pädagogischen Hochschule Hannover. Dort legte er 1946 das erste Lehrerexamen ab. 1947 bis 1950 absolvierte er ein Psychologiestudium in Göttingen und promovierte 1951 mit einer experimentellen Arbeit über beidäugige Raumwahrnehmung. Es folgten drei Jahre als Assistent bei Heinrich Düker, dem Direktor des Psychologischen Instituts in Marburg. Schon in dieser Zeit begann die Beschäftigung mit der klientenzentrierten Psychotherapie in Forschung, Lehre und Praxis. 1954 heiratete er die Psychologin Anne-Marie Habeck. Das Paar bekam drei Töchter. Auch als wissenschaftliche Kollegin wurde Anne-Marie Tausch eine enge Verbündete. Die Ehe bestand bis zu ihrem Tod 1983. Von 1954 bis 1960 war Tausch als Dozent für pädagogische Psychologie zuständig für die Ausbildung von Lehrern. Mit etwas Verspätung – die Forschungsinteressen lagen längst auf gesellschaftlich bedeutsameren Themen – reichte er 1961 die Habilitationsschrift ein, eine experimentelle Untersuchung über den Zusammenhang von optischen Täuschungen und Größenkonstanz. Nach einem abgelehnten Ruf auf die Pädagogische Hochschule Kiel ging Tausch 1960 als Professor für Pädagogische Psychologie an die Pädagogische Hochschule Kettwig/Duisburg. Dort leitete er bis 1964 das neugegründete „Forschungsinstitut für Psychologie der Erziehung und des Unterrichts“, das bis dahin einzige seiner Art in der Bundesrepublik Deutschland. 1961 lernte er auf einer USA-Reise Carl Rogers kennen, einen der bedeutendsten Psychologen des 20. Jahrhunderts, der ihn nachhaltig beeinflusste und mit dem ihn eine lange Freundschaft verbinden sollte.
Schon früh erregte er – wie auch später immer wieder – Aufmerksamkeit außerhalb der akademischen Kreise. Sein Forschungsergebnis, dass autokratisches Lehrerverhalten noch weit verbreitet war, wurde auch in der Tagespresse oder im SPIEGEL wiedergegeben. Neben viel Zustimmung begegneten Reinhard und Anne-Marie Tausch dabei häufig auch Ablehnung und Geringschätzung ihrer Studien. Sie wurden angezweifelt oder autokratisches Verhalten wurde als unvermeidlich dargestellt.
Ein kurzes Zwischenspiel führte Tausch 1964 für ein halbes Jahr als Akademischen Rat an die Universität zu Köln, bis er am 1. März 1965 den Ruf als Professor auf den Lehrstuhl für Pädagogische Psychologie der Universität Hamburg annahm. Hier blieb er bis zu seiner Emeritierung 1987.

### Die Hamburger Jahre
Die wissenschaftlich fruchtbarsten Jahre und die Zeit seiner größten Wirkung erlebte Reinhard Tausch in Hamburg. Hier führte er die Forschungen zu einem günstigen Lehrer- und Erzieherverhalten fort, und hier schuf er die Voraussetzungen für Forschung und – erstmals in Deutschland – die praktische Ausbildung von Psychologiestudenten in der Gesprächspsychotherapie – eine neuartige Psychotherapieform, die von Carl Rogers in den USA entwickelt worden war. Bei seinen Schülern – mehreren Hundert Diplomanden, über 60 Doktoren und etwa einem Dutzend Professoren – stieß er auf ungeheure Resonanz. Vorlesungen vor über 1000 Studenten waren keine Seltenheit. Häufig zeigte er Video-Filme mit Proben seiner Tätigkeit als Lehrer oder Psychotherapeut, förderte die aktive Teilnahme der Studenten durch Kleingruppenarbeit oder berichtete neue Erkenntnisse, die noch nicht in seine Bücher aufgenommen waren.
1967 gelang es Tausch gegen erhebliche, heute kaum vorstellbare Widerstände, an der Universität eine psychotherapeutische Beratungsstelle einzurichten. Von Psychologen durchgeführte Psychotherapie galt damals als illegal. Tausch nannte die von Carl Rogers entwickelte Therapieform absichtlich etwas verharmlosend „Gesprächspsychotherapie“ in der Hoffnung, man könne ihm nicht verbieten, mit psychisch beeinträchtigten Menschen Gespräche zu führen. Die Beratungsstelle konnte von Klienten aus der Bevölkerung in Anspruch genommen werden, also nicht nur von Studenten. Sie arbeitete unter der Leitung des Akademischen Rates Reinhold Schwab bis 1989.
1970 gründete Tausch zusammen mit anderen Psychologen die Gesellschaft für wissenschaftliche Gesprächspsychotherapie (GwG, heute Gesellschaft für personzentrierte Psychotherapie und Beratung). Die Gesellschaft setzt sich ein für die Verbreitung und Weiterentwicklung des personzentrierten Ansatzes in Wissenschaft, Therapie und Beratung. Zu ihrem wissenschaftlichen Beirat gehörte Tausch bis zu seinem Tod.
Auch in der DDR stießen Reinhard und Anne-Marie Tauschs Arbeit auf großes Interesse. Zu Kontakten kam es ab Ende der 1960er Jahre. Um die ostdeutschen Forscher Johannes Helm und Inge Frohburg zu unterstützen, wurden Tonbandaufnahmen von Psychotherapiesitzungen in die DDR geschmuggelt. Auf einem internationalen Psychologen-Kongress musste ein Film über Gruppenpsychotherapie erzwungenermaßen zweimal gezeigt werden, das zweite Mal in Leipzigs vollbesetztem größtem Kino morgens um 6 Uhr.
Der Kontakt zu Carl Rogers entwickelte sich zu einer Freundschaft. In den 70er Jahren reiste Tausch regelmäßig in die USA, um Rogers zu besuchen und in seinem Center for Studies of the Person in La Jolla, Kalifornien, an Encounter-Gruppen teilzunehmen. Auf Initiative von Tausch erhielt Rogers 1975 die Ehrendoktorwürde der Universität Hamburg. Bei zwei Besuchen in Hamburg (1981 und 1983) hielt er Vorträge und Workshops. Er war für Tausch ein Vorbild, das ihn stark beeinflusst hat. Das hielt ihn aber nicht davon ab, sich auch für andere wissenschaftlich geprüfte Therapieverfahren einzusetzen. So befürwortete er stark, dass das Hamburger Institut 1976 eine Professur für Verhaltenstherapie einrichtete.
Eine weitere Pioniertat war ab 1978 zu besichtigen: Im dritten Fernsehprogramm des Südwestfunks lief etwa vier Mal im Jahr „Psycho-Treff“, eine Fernsehserie, „nach der viele Zuschauer geradezu süchtig waren… Und haben wir nicht im Anschluss alle ganz anders über unser Leben, unsere Ziele und unsere Beziehungen gesprochen?“ Etwa 12 Personen und das Ehepaar Tausch als Psychotherapeuten trafen sich über ein Wochenende zu Gruppengesprächen. Gesendet wurde ein zweistündiger Zusammenschnitt des Gesprächsverlaufs mit anschließender Live-Diskussion. Die 15 Sendungen wurden mehrfach ausgestrahlt, die Publikumsresonanz war enorm. Eine Zuschauerbefragung ergab, dass die Zuschauer sich tief und echt mit dem Inhalt des Geschehens auseinandersetzten. Viele hatten anschließend das Bedürfnis, selbst ein persönlich bedeutsames Gespräch zu führen. Bei mehr als der Hälfte kam es auch zustande.
1980 begann Reinhard Tausch mit dem „Seminar für seelische Gesundheit“. Zunächst angelehnt an die Encounter-Gruppen wie Carl Rogers sie propagierte, entwickelte sich die Veranstaltung im Laufe ihres 32-jährigen Bestehens immer mehr zu einem eigenen Format im Sinne einer multimodalen Psychotherapie für Menschen mit psychischen Beeinträchtigungen, gleichzeitig auch als Fortbildung für Angehörige helfender Berufe, die hier persönliche und fachliche Weiterentwicklung miteinander verbinden konnten. Zwei Mal im Jahr trafen sich 50 bis 80, in Spitzenzeiten über 100 Teilnehmer und 5 bis 10 Gesprächspsychotherapeuten für eine knappe Woche in einer Bildungsstätte. Das intensive Programm begann um 7 Uhr mit Jogging oder Yoga und endete gegen 22 Uhr mit einer Entspannungsübung. Etwa ein Viertel der Gesamtzeit sprachen die Teilnehmer in kleinen Gruppen geleitet von einem Therapeuten über das, was sie belastete oder bewegte. Daneben gab es Gespräche mit allen Teilnehmern in der Großgruppe und Veranstaltungen, die sich auf ein bestimmtes Thema konzentrierten wie etwa Partnerschaftsprobleme, Trennung und Scheidung, Sterben und Tod, sich und anderen Vergeben, Möglichkeiten der Stressbewältigung. Eine ausführliche Beschreibung findet sich bei Fox u. a. Dieses Seminar leitete Tausch zuletzt 2012, ein Jahr vor seinem Tod.
In den letzten Jahren seiner Hamburger Zeit widmete sich Tausch der Frage, wie man durch verständlich dargestellte wissenschaftliche Informationen Menschen mit psychischen Beeinträchtigungen helfen kann. Veranschaulicht mit vielen wörtlichen Äußerungen über persönliche Erfahrungen schrieb er 1983 zusammen mit Anne-Marie das Buch „Wege zu uns“. Es zeigt die Möglichkeit eines personzentrierten Lebensstils im Alltag. 1985 erschien „Sanftes Sterben“, dass die Erfahrungen seiner Familie mit dem Sterben seiner Frau beschreibt. Außerdem finden sich in dem Buch viele Erfahrungsberichte anderer Menschen, die zeigen, welche Möglichkeiten es gibt, mit dieser letzten Phase des Lebens konstruktiv umzugehen.

### Nach der Emeritierung
Nach der Emeritierung arbeitete Tausch noch einige Jahre weiter in Hamburg, 1992 zog er dann nach Stuttgart, blieb aber auch dort der Universität Hamburg weiter verbunden. Er führte weiter regelmäßig Seminare zum Thema Stressbewältigung durch und betreute Diplomanden und Doktoranden. Am Wohnort führte er eine kleine psychotherapeutische Praxis, arbeitete weiter im „Seminar für seelische Gesundheit“, gab ferner Stressverminderungsseminare und Seminare zur Verminderung der Ängste vor Sterben und Tod, engagierte sich in der Hospizbewegung und in der Ausbildung von Psychotherapeuten. Er hielt Vorträge und verfasste weiterhin wissenschaftliche Artikel zu einer Vielzahl von Themen: Minderung der Ängste vor Sterben und Tod, Bewältigung der Trennung vom Partner, Sinnerfahrungen, Dankbarkeit, Quellen seelischen Halts und seelischer Kraft, Gelassenheit, Vergeben, Selbstdisziplin, Auswirkungen religiöser Vorstellungen, Gesundheitspsychologie, Lehrerverhalten und multimodale Psychotherapie. 1989 erschien das populärwissenschaftliche Buch „Lebensschritte“, in späteren Auflagen „Hilfen bei Stress und Belastung“ genannt.
1991 wurde Tausch vom Berufsverband Deutscher Psychologinnen und Psychologen für besondere Verdienste um die angewandte Psychologie mit der Hugo-Münsterberg-Medaille geehrt. 2002 erhielt er das Bundesverdienstkreuz 1. Klasse für vielfältige Verdienste um das Gemeinwohl. Die Universität Hamburg erinnert an Reinhard Tausch mit einem Portraitfoto im William-Stern-Raum.
2013 starb Reinhard Tausch im Alter von 91 Jahren.

## Wissenschaftliche Leistungen

### Forschungsphilosophie
Nach einigen wahrnehmungspsychologischen Experimenten, die Tausch im Rückblick eher als Hobbyforschung bezeichnete, gelangte er schon früh zu der Überzeugung, dass sich die Qualität einer wissenschaftlichen Studie vor allem an der Fragestellung bemisst. Angesichts der praktisch unendlich großen Zahl möglicher Fragestellungen wollte er nun Themen bearbeiten, die für das Leben der Menschen eine hohe praktische Bedeutung haben: Welche Bedingungen brauchen Kinder und Jugendliche, damit sie sich zu seelisch gesunden und zufriedenen Erwachsenen entwickeln? Was hilft Menschen, mit den unvermeidlichen Schwierigkeiten des Lebens besser fertig zu werden und eine befriedigende seelische Lebensqualität zu erlangen und zu bewahren? Wie kann Menschen geholfen werden, psychische Störungen zu überwinden? Aus seinen Erfahrungen mit Klienten, Teilnehmern seiner Seminare und alltäglichen Begegnungen entstanden kreative Vermutungen hierzu, die er dann – und da war er ganz der gelernte Experimentalpsychologe – mit wissenschaftlichen Methoden überprüfte. Es war ihm sehr wichtig, dass Psychologen keine ungeprüften Hypothesen als Ratschläge in die Welt setzten. Er gehörte zu den ersten in Deutschland, die zum Beispiel die Wirksamkeit der Gesprächspsychotherapie nach heute noch gültigem methodischen „Goldstandard“ der Therapieforschung nachwies, mit der so genannten kontrollierten, randomisierten Studie. Bei aller Wertschätzung der Empirie hatte er jedoch eine Abneigung gegen methodische Feinheiten. Wirklich wichtige Effekte und Zusammenhänge ließen sich nach seiner Überzeugung auch mit einfachen statistischen Methoden finden. Geisteswissenschaftliche Spekulationen und komplizierte Theoriegebäude interessierten ihn nicht. Er wollte herausfinden, was funktioniert – wie und warum es funktioniert, war zunächst zweitrangig. Theoretischen Arbeiten hat er sich wenig und erst spät in seinem Forscherleben gewidmet.

### Pädagogische Psychologie
In der pädagogischen Psychologie ging es Reinhard und Anne-Marie Tausch nach den Erfahrungen im Nationalsozialismus vor allem darum, wie man soziales Verhalten und selbständiges Denken und Urteilen bei Kindern und Jugendlichen fördern kann. So sollte die Erziehung einen Beitrag dazu leisten, die Entwicklung einer demokratischen und solidarischen Gesellschaft zu unterstützen.
Hervorzuheben sind:
- Die Erforschung des tatsächlichen Unterrichtsgeschehens und der Einsatz des konzeptorientierten Ratingverfahrens als Forschungsinstrument,
- das dimensionale Konzept des Lehrerverhaltens, welches das frühere Typenkonzept ersetzt,
- die Erforschung von Verbesserungsmöglichkeiten wie Kleingruppenarbeit und leichtverständliche Informationsdarbietung
- die Bedeutung der aus der Gesprächspsychotherapie bekannten therapeutischen Haltungen für die Bedingungen des Unterrichts.

Grundlegend war die Idee, die tatsächliche Unterrichtspraxis zu erforschen. Unterrichtsstunden wurden auf Tonträger aufgenommen und verschriftlicht, und die so gewonnenen sprachlichen Äußerungen von mehreren Beurteilern auf verschiedene Kriterien hin untersucht. Als wichtiges Forschungsinstrument wurde das von Tauschs Mitarbeitern Inghard Langer und Friedemann Schulz von Thun entwickelte konzeptorientierte Ratingverfahren eingesetzt. Es erlaubt die Einschätzung komplexer Merkmale des Lehrerverhaltens durch geschulte Beobachter und hält das Ausmaß an Subjektivität, das bei solchen Ratings unvermeidlich ist, in engen, kontrollierten Grenzen.

#### Dimensionen des Lehrerverhaltens
Es zeigte sich, dass sich das Lehrerverhalten ausreichend genau durch zwei komplexe Merkmale („Dimensionen“ genannt) charakterisieren ließ: Wertschätzung/Geringschätzung und Lenkung-Dirigierung. Durch eine einzige Zahl zwischen +3 (hohe Wertschätzung) und −3 (starke Geringschätzung) konnte jeder Lehrer danach eingeschätzt werden, wie weit er tolerant, geduldig, achtend, helfend, höflich, ermutigend, erfreut, warmherzig, persönlich, partnerschaftlich, lobend war oder das Gegenteil davon an den Tag legte. Und von 0 bis 6 wurde beurteilt, wie stark ein Lehrer das Verhalten und Denken der Schüler lenkte, etwa durch häufiges Fragen, Anordnungen, Frontalunterricht. Die Möglichkeit, das Lehrerverhalten durch die Kombination dieser beiden abgestuften Werte zu charakterisieren war ein Fortschritt gegenüber den damals vorherrschenden groben und kaum empirisch abgesicherten Typenkonzepten wie autoritär, laissez faire oder sozialintegrativ.

#### Nicht-dirigierende, stimulierende Aktivitäten
Wenig zu lenken und den Schülern mit Wertschätzung zu begegnen, reichen jedoch nicht aus. Für einen guten Lernerfolg müssen Lehrer außerdem hoch aktiv sein in einer dritten, von Reinhard und Anne-Marie Tausch vorgeschlagenen und empirisch untersuchten Dimension, genannt „nicht-dirigierende, stimulierende Aktivitäten“. Solche Aktivitäten kamen im damals beobachtbaren Lehrerverhalten noch wenig vor. Gemeint sind Aktivitäten wie sich engagiert und enthusiastisch zeigen, Rückmeldungen geben, Angebote machen, Materialien bereitstellen, für Gespräche verfügbar sein, Eigenaktivität fördern durch Kleingruppenarbeit, sich bei der Wissensvermittlung leicht verständlich ausdrücken, für ein gutes Gruppenklima sorgen u.v.a.m. Besonders zum Thema Kleingruppenarbeit und Verständlichkeit führte Tausch mit seiner Arbeitsgruppe Untersuchungen durch. Daraus entstand das „Hamburger Verständlichkeitskonzept“, das weit über die Schule hinaus bis heute Anwendung findet.

#### Erziehung und Unterricht als Begegnung von Person zu Person
Angeregt durch das von Carl Rogers ursprünglich für die Psychotherapie entwickelte Konzept sowie durch US-amerikanische Studien wurden zwei neue Dimensionen im Schulalltag untersucht: Echtheit und einfühlendes Verstehen. Echtheit (heute häufig Authentizität genannt) bedeutet: Was der Lehrer sagt und tut, ist aufrichtig, es entspricht dem, was er denkt und fühlt. Er verbirgt sich nicht hinter einer professionellen Fassade. Er ist als Person spürbar, nicht nur als Träger einer Rolle. Er verhält sich natürlich, ohne berufsmäßiges Gehabe. Einfühlendes Verstehen (heute oft Empathie genannt) heißt: Der Lehrer hat den Wunsch und die Fähigkeit, sich in die Schüler hineinzuversetzen, die Welt mit den Augen der Schüler zu sehen und zu spüren, wie sie fühlen und denken und was sie brauchen, um sich in der Klasse wohl zu fühlen und erfolgreich zu lernen. Wer die Schüler, ihre Fähigkeiten und Entwicklungsmöglichkeiten aufrichtig schätzt und ihre innere Welt versteht, hat damit einen inneren Kompass, der ihm hilft, nicht-dirigierende, stimulierende Aktivitäten zu entfalten.
Reinhard und Anne-Marie Tausch haben ihre Erziehungspsychologie in dem gleichnamigen Buch umfassend dargestellt. Es gibt wohl wenige Bücher, die das Denken und die Praxis des Unterrichts mehr beeinflusst haben. Vieles, was heute selbstverständlich erscheint, ist darauf zurückzuführen. Die 2008 weltweit größte Zusammenfassung aller Ergebnisse zum Unterricht bestätigt in vielen Punkten Auffassungen des Forscherpaares. Der wichtigste Erfolgsfaktor für den Unterricht ist der Lehrer, seine innere Haltung, sein äußeres Verhalten, seine methodisch-didaktische Kompetenz.

### Psychotherapie
Herausragende Leistungen in der Psychotherapieforschung waren:
- Die Durchführung der ersten Untersuchungen zur Effektivität der Gesprächspsychotherapie an deutschen Klienten,
- die Einführung und empirische Prüfung einer zeitlich massierten Form der klientenzentrierten Gruppenpsychotherapie,
- Offenheit für andere therapeutische Verfahren mit nachgewiesener Wirksamkeit, keine Bindung an eine „Therapieschule“: die multimodale Psychotherapie.

#### Bezeichnungen der Therapieform
Neben der ursprünglichen Bezeichnung Gesprächspsychotherapie bürgerten sich später auch die Bezeichnungen klientenzentrierte oder person(en)zentrierte Psychotherapie ein. Carl Rogers, der Begründer dieser Therapieform, nannte sie zunächst Non-directive Counseling, dann Client-centered Therapy, dann Person-centered Therapy.

#### Gesprächspsychotherapie in Einzelgesprächen
Insgesamt wurden 9 Untersuchungen zur Gesprächspsychotherapie durchgeführt, hauptsächlich zwischen 1969 und 1974. Die Therapieergebnisse von über 500 Klienten und über 100 Psychotherapeuten wurden unter die Lupe genommen. Alle Personen, die sich bei der Beratungsstelle angemeldet hatten, wurden einbezogen (mit Ausnahme einiger weniger Personen mit psychotischen Störungen). Die Hälfte der Klienten wurde per Zufall einer Kontrollgruppe zugeordnet. Diese Gruppe erhielt zunächst keine Therapie (Wartegruppe). Alle Teilnehmer füllten vor und nach der Therapie bzw. Wartezeit Fragebögen aus, mit denen die psychischen Änderungen erfasst werden sollten. Alle Therapiegespräche wurden auf Tonband aufgenommen, Beurteiler schätzen ein, wieweit Therapeuten sich so verhielten, wie das Therapiekonzept es vorsah, und wie die Klienten darauf reagierten. Die Therapeuten selbst waren an der wissenschaftlichen Auswertung ihrer Arbeit nicht beteiligt. Dieses experimentelle Vorgehen war in der Psychotherapieforschung in Deutschland neu und hält in vielen Teilen auch heute noch modernen methodischen Anforderungen stand. Trotz kurzer Therapiedauer (6–20 Kontakte) und teilweise recht unerfahrenen Therapeuten erwies sich die Mehrheit der Klienten als leicht bis deutlich gebessert. Die stärksten Verbesserungen erzielten Therapeuten, die sich in echter Weise als besonders einfühlsam und wertschätzend zeigten, also das Therapiekonzept besonders gut verwirklichen konnten. Mehrere Variationen wurden erprobt, z. B. nur Klienten ohne Abitur, alternierende Therapeuten mit Abwahlmöglichkeit nach einigen Kontakten durch den Klienten, telefonische Therapie, Teamtherapie mit einem Senior- und einem Juniortherapeuten, Überprüfung des Therapieverlaufs durch einen weiteren Therapeuten nach 5 und 10 Sitzungen.

#### Klientenzentrierte Gruppenpsychotherapie
Angeregt durch eigene Erfahrungen in den Encounter-Gruppen bei Carl Rogers im kalifornischen La Jolla kam Tausch 1972 zu der Überzeugung, dass Gruppentherapien gegenüber Einzeltherapien für Klienten mehr hilfreiche Anregungen mit sich bringen und in kürzerer Zeit zu Besserungen führen. Ab 1973 bot seine Beratungsstelle den Klienten daher Gruppentherapie an. Wichtig war ihm dabei: Die Therapie fand in zeitlich massierter Form an zweieinhalb Tagen am Wochenende in einem Tagungshaus statt, mit Übernachtung, gemeinsamen Mahlzeiten, viele Möglichkeiten zu Gesprächen auch außerhalb der Gruppensitzung, sozusagen ein zeitlich begrenztes Zusammenleben. Danach gab es in etwa 14-tägigem Abstand einige zweieinhalbstündige Nachtreffen. Die Auswirkungen wurden in vier Studien an insgesamt 54 Gruppen mit 473 Klienten überprüft. Es zeigten sich deutliche oder geringe Therapieerfolge bei jeweils ca. 35 %, daneben jedoch bei 5 bis 15 % Verschlechterungen. – In dem gemeinsam mit seiner Partnerin Anne-Marie verfassten Buch „Gesprächspsychotherapie“ ist das wörtliche Protokoll einer gefilmten Gesprächsgruppe und einer Nachbefragung wiedergegeben.

#### Klientzentrierte multimodale Psychotherapie
In Deutschland wurde niemand mehr als Tausch mit der Gesprächspsychotherapie identifiziert. Er selbst sah sich jedoch nicht als Vertreter einer „Therapieschule“, sondern als Forscher auf der ständigen Suche nach weiteren oder besseren wissenschaftlich begründeten Möglichkeiten, psychisch belasteten Menschen zu helfen. Er nahm nicht nur die positiven, sondern auch die enttäuschenden Ergebnisse seiner eigenen Studien ernst: Sie zeigten neben einer generellen Wirksamkeit der Gesprächstherapie, dass etwa 20 bis 30 Prozent der Klienten keine ausreichende Besserung oder sogar Verschlechterungen erfuhren, auch bei sehr guten Gesprächstherapeuten. Darum plädierte er dafür, Klienten neben der Gesprächspsychotherapie auch andere therapeutische Hilfen anzubieten, sofern sie wissenschaftlich überprüft waren und die Selbstbestimmung der Klienten achteten. Dieses Konzept nannte er klientzentrierte multimodale Therapie. Hierzu zählte er u. a. Methoden der Verhaltenstherapie, Entspannungstraining, Methoden der Stressbewältigung, das Eye Movement Desensitization and Reprocessing (EMDR), Motivational Interviewing, Informationen über die Entstehung und die Therapie psychischer Störungen oder zusätzliche unterstützende Maßnahmen wie körperliches Training. Eine selbst entwickelte Form einer Kombination von klientenzentrierten Gesprächen und Visualisierungen belastender Situationen untersuchte er selbst z. B. für folgende Bereiche: Angst vor Sterben und Tod, Bewältigung einer Trennung vom Partner und Bewältigung schwerer seelischer Verletzungen und schwerer Schuldgefühle.
Nach einem vorübergehenden Rückgang der Forschung zur personzentrierten Psychotherapie erlebten Effektivitätsstudien in den letzten Jahren eine neue Blüte. Personzentrierte Psychotherapie erweist sich in diesen internationalen Studien als ebenso wirksam wie andere untersuchte Therapieformen. Es gibt einen Trend zu einer integrativen, schulenüberwindenden Psychotherapie. Wichtiger als die Methoden ist die Person des Therapeuten, vor allem seine Fähigkeit, eine tragfähige Beziehung zum Klienten aufzubauen. Diese neueren Studien bestätigen viele Ergebnisse und Vermutungen von Reinhard Tausch.

## Die Person Reinhard Tausch
Zahlreiche Autoren haben sich in Porträts, z. B. aus Anlass von runden Geburtstagen oder in Nachrufen, von Tausch als Person nachhaltig beeindruckt und bewundernd gezeigt. Er hat das Hamburger Institut und ganze Generationen von Studenten geprägt. Hervorgehoben wird eine Übereinstimmung zwischen wissenschaftlichen Auffassungen und persönlichem Verhalten. In einem autobiografischen Artikel beschreibt Tausch einige seiner akademischen Lehrer: „Sie waren bescheiden, sehr unterstützend und fördernd, wenig einengend und dirigierend, klar im Ausdruck, arbeitsam und leistungsfähig, aber nicht ehrgeizig oder geltungssüchtig.“ Ganz ähnlich wird er auch selbst beschrieben. Hinzu kommt ein Mut zu bis dahin ungewöhnlichen Aktivitäten. Er ließ sich als Lehrer im Schulunterricht oder als Psychotherapeut in Gesprächen mit Klienten filmen und stellte die Filme seinen Studenten und der wissenschaftlichen Öffentlichkeit zur Diskussion. Sein Denken, unabhängig von überkommenen Vorstellungen, führte zu Auffassungen, die von vielen seiner Kollegen abgelehnt wurden. So fand er es schwer vorstellbar, dass jemand ein guter Gesprächstherapeut oder Lehrer sein kann, der nicht auch außerhalb der Therapie oder des Unterrichts seinen Mitmenschen mit echter Wertschätzung und Empathie begegnet. Manche professionellen Therapeuten kränkte seine (durch viele Studien belegte) Aussage, dass Laien ebenso therapeutisch wirken können wie akademisch ausgebildete Psychotherapeuten. Dass Gesprächspsychotherapie nicht immer ausreichend effektiv ist und durch andere Therapieformen ergänzt werden sollte, isolierte ihn in der Fachgesellschaft, die für eine Anerkennung und Finanzierung der Therapie durch die gesetzliche Krankenversicherung kämpfte. Sein Ärger über Wissenschaftler, die selbst kaum Erfahrungen als Therapeuten hatten und die nach seiner Meinung mehr auf methodische Feinheiten und theoretische Herleitungen als auf die Sinnhaftigkeit der Fragestellung achteten, führte dazu, dass seine Arbeiten zunehmend in nicht sehr hochrangigen Zeitschriften erschienen und dadurch außerhalb engster Fachkreise weniger wahrgenommen wurden. Er mochte sich einem Teil der akademischen Gepflogenheiten nicht anpassen. Er blieb dem Vorsatz treu, den er nach den Kriegsjahren gefasst hatte: Ich werde niemals mehr etwas tun, dessen Sinn ich nicht verstehen kann.

## Veröffentlichungen (Auswahl)
- Reinhard Tausch, Anne-Marie Tausch: Gesprächspsychotherapie. 9. Auflage. Hogrefe, Göttingen 1990, ISBN 3-8017-0417-3. (auch auf Spanisch erschienen)
- Reinhard Tausch: Über mich selbst. In: Ernst G. Wehner (Hrsg.): Psychologie in Selbstdarstellungen. Band 3. Hans Huber, Bern/Göttingen/Toronto 1992, ISBN 3-456-82087-9, S. 275–304.
- Reinhard Tausch, Anne-Marie Tausch: Erziehungspsychologie. Begegnung von Person zu Person. 11. Auflage. Hogrefe, Göttingen 1998, ISBN 3-8017-1000-9.  (auch auf Italienisch und Niederländisch erschienen)
- Reinhard Tausch: Research in Germany on person-centered methods – teutonic thoroughness. In: Carl R Rogers, Harold C Lyon, Reinhard Tausch (Hrsg.): On becoming an effective teacher: Person-centered teaching, psychology, philosophy, and dialogues with Carl R. Rogers and Harold Lyon. Routledge, Abingdon (Oxfordshire) 2013, ISBN 978-0-415-81698-4, S. 115–133.
- mit Inghard Langer und Friedemann Schulz von Thun: Sich verständlich ausdrücken. 10. Auflage. Ernst Reinhard, München/Basel 2015, ISBN 978-3-497-02532-9. (auch auf Tschechisch und Polnisch erschienen)

- Anne-Marie Tausch, Reinhard Tausch: Wege zu uns und anderen: Menschen suchen sich selbst zu verstehen und anderen offener zu begegnen. Rowohlt (rowohlt repertoire), Reinbek 2017, ISBN 978-3-688-10199-3 (Originaltitel: Wege zu uns. 1983.).

- Anne-Marie Tausch, Reinhard Tausch: Sanftes Sterben. Was der Tod für das Leben bedeutet. Rowohlt (rowohlt repertoire), Reinbek 2017, ISBN 978-3-688-10195-5 (Originaltitel: dito. 1985.). (auch auf Italienisch erschienen)

- Reinhard Tausch: Hilfen bei Stress und Belastung: Was wir für unsere Gesundheit tun können. Rowohlt (rowohlt repertoire), Reinbek 2017, ISBN 978-3-688-10193-1 (Originaltitel: Lebensschritte: Umgang mit belastenden Gefühlen. 1989.). (auch auf Italienisch und Niederländisch erschienen)